# Kolodii, Manevîci
Kolodii (în ucraineană Колодії) este un sat în comuna Kostiuhnivka din raionul Manevîci, regiunea Volînia, Ucraina.

## Demografie
Componența lingvistică a localității Kolodii
     Ucraineană (99,77%)
     Alte limbi (0,23%)
Conform recensământului din 2001, majoritatea populației localității Kolodii era vorbitoare de ucraineană (99,77%), existând în minoritate și vorbitori de alte limbi.